# 亨利·迪利厄
亨利·迪利厄（法語：Henri Dulieux，1897年5月10日—1982年5月29日），法国男子击剑运动员。他曾代表法国参加1936年夏季奥林匹克运动会击剑比赛，获得男子团体重剑铜牌和男子个人重剑第一轮小组第七名。